# 솔개
솔개(영어: black kite, 일본어: 鳶 토비[*], 학명: Milvus migrans 밀부스 미그란스[*])는 수리과의 새다. 수명은 평균 24년이다.

## 특징
몸길이는 약 60cm이다. 등면은 암갈색이고 아랫면은 약간 밝은색을 띤다. 날개의 아랫면에는 연한 반점이 있고 날 때에는 길고 가는 각을 이룬 날개, 제비꽁지 모양의 꽁지깃이 특징적이다.

## 아종
- 유럽솔개 (M. m. migrans) - 중부, 남부 및 동유럽과 북서 아프리카의 마그레브 지역부터 톈산산맥까지, 남쪽으로 파키스탄 북서부 지역까지 번식한다. 사하라 이남 아프리카의 겨울에 발견된다. 머리는 희다.
- 솔개 (M. m. lineatus) - 시베리아부터 아무르 남부 지역까지 히말라야 주변의 북인도 지역, 인도차이나 북부 및 남중국까지; 한국과 일본. 북부 내륙 조류는 겨울에 동부 페르시아만 연안과 남아시아로 이동한다. 날개깃 기부에 흰색 반점이 있다.
- 작은인도솔개 (M. m. govinda) - 동파키스탄 지역부터 동쪽으로 열대 인도 지역과 스리랑카를 거쳐 인도차이나와 말레이 반도까지 이어진다. 정주한다. 인도아대륙 전역에서 발견되는 짙은 갈색 솔개이다. 도시 지역에서 돌며 치솟는 것을 볼 수 있다. 얕은 갈래 꼬리로 쉽게 구별된다.
- M. m. affinis - 술라웨시섬에 서식하며, 소순다 제도에도 서식하는 것으로 추정된다; 산을 제외한 파푸아뉴기니; 오스트레일리아 북동부 및 동부 지역.
- 타이완솔개 (M. m. formosanus) - 타이완 및 하이난섬에 정주한다.

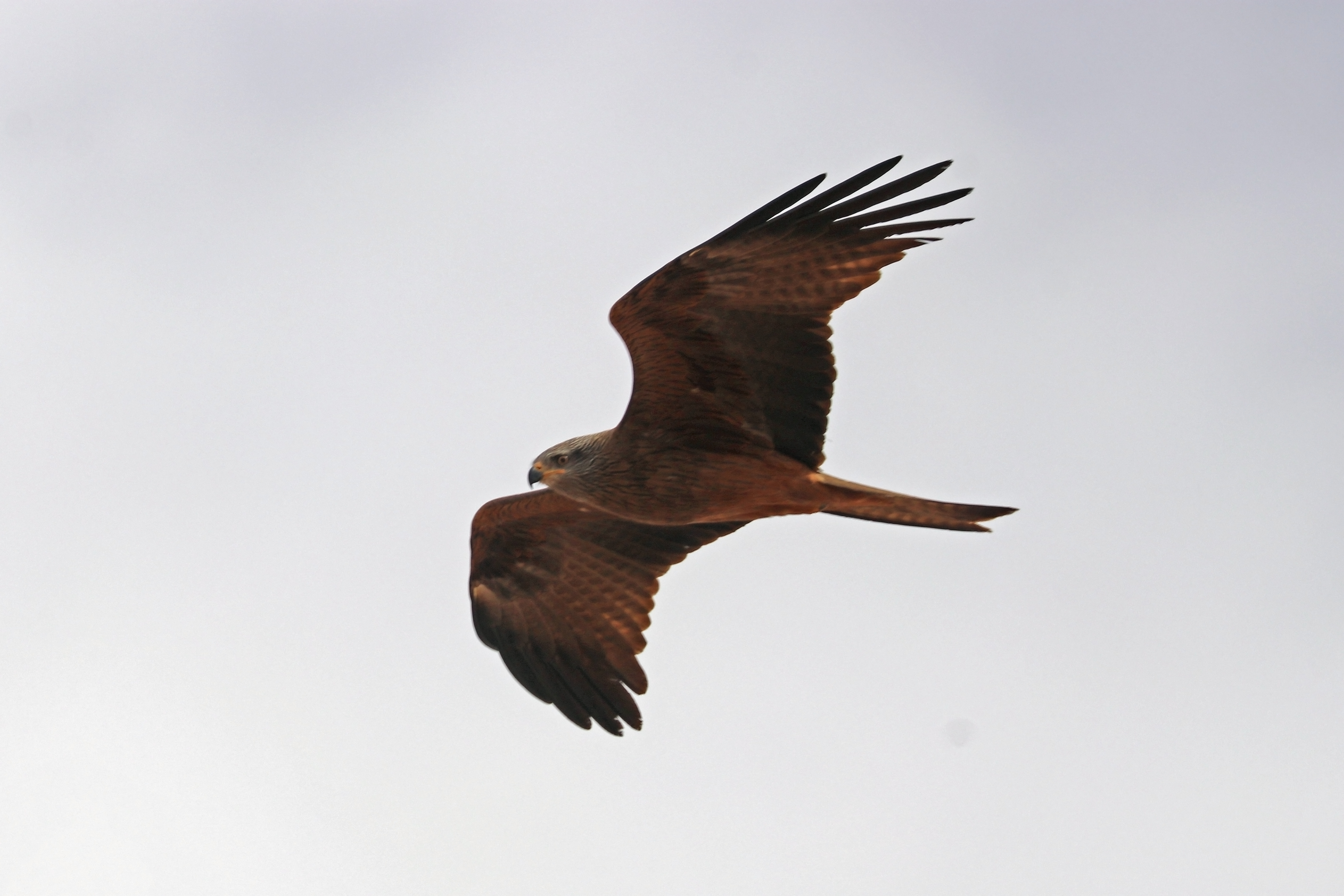
유럽솔개(M. m. migrans), 모로코
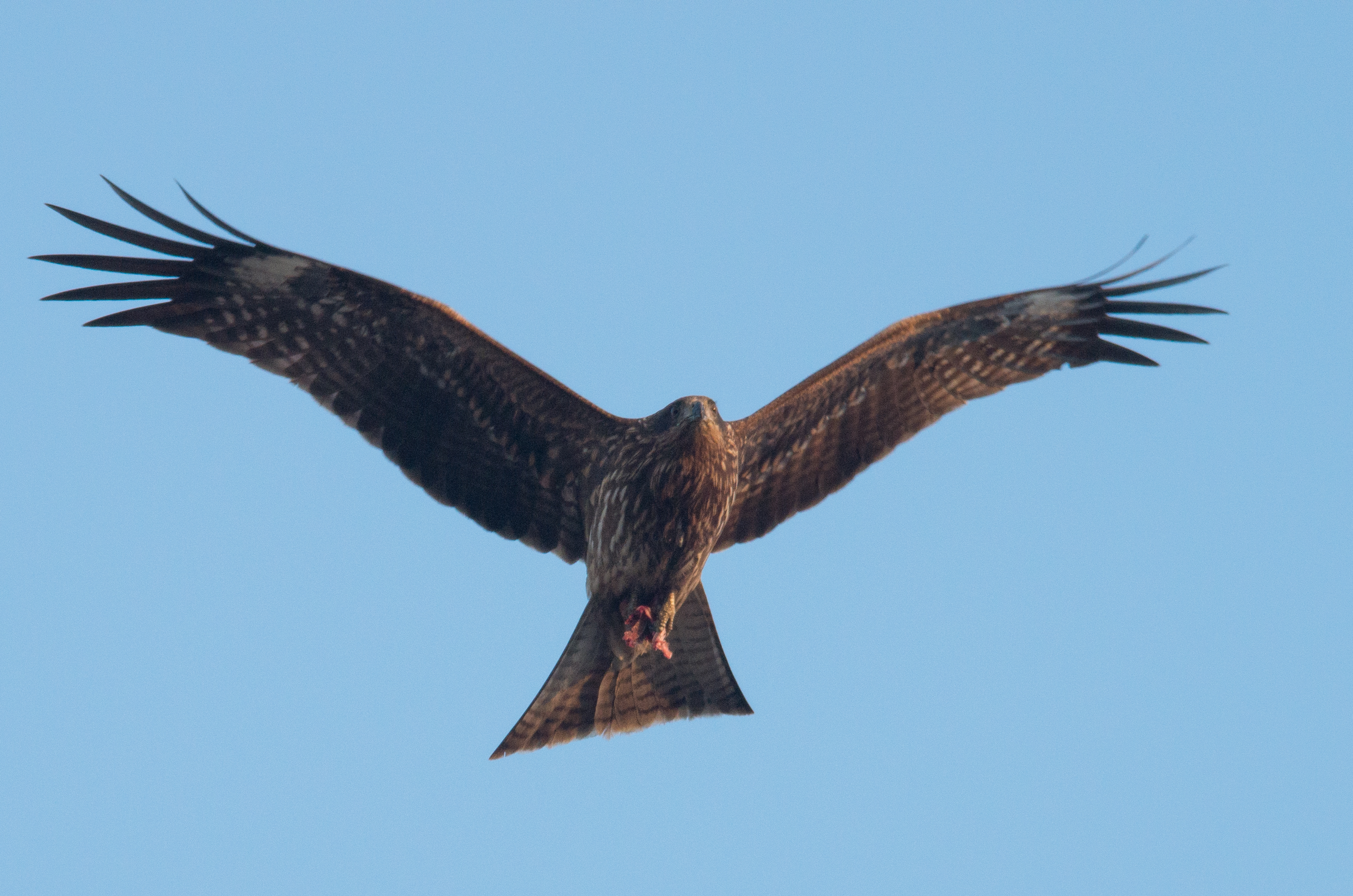
솔개(M. m. lineatus), 일본
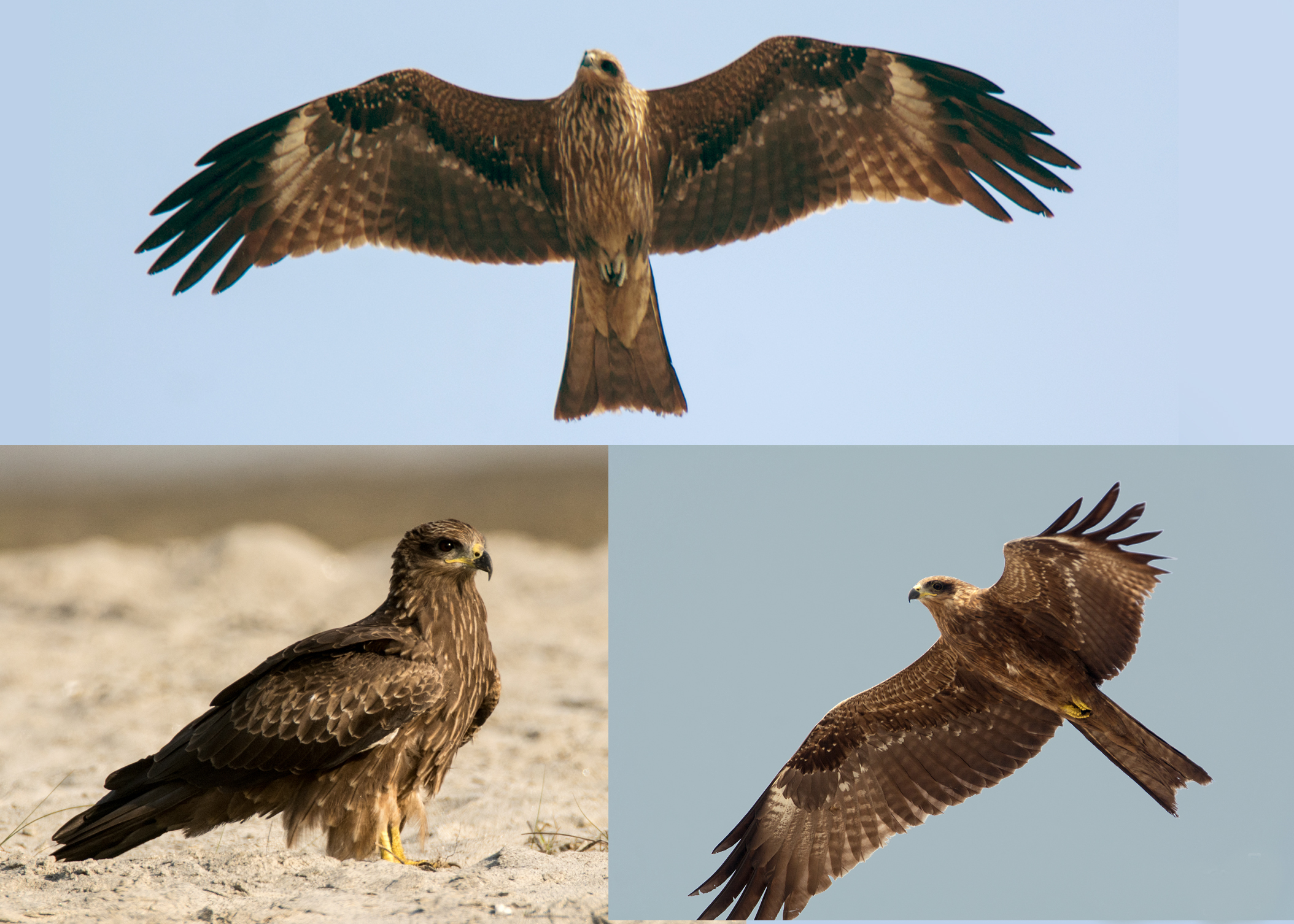
작은인도솔개(M. m. govinda), 인도
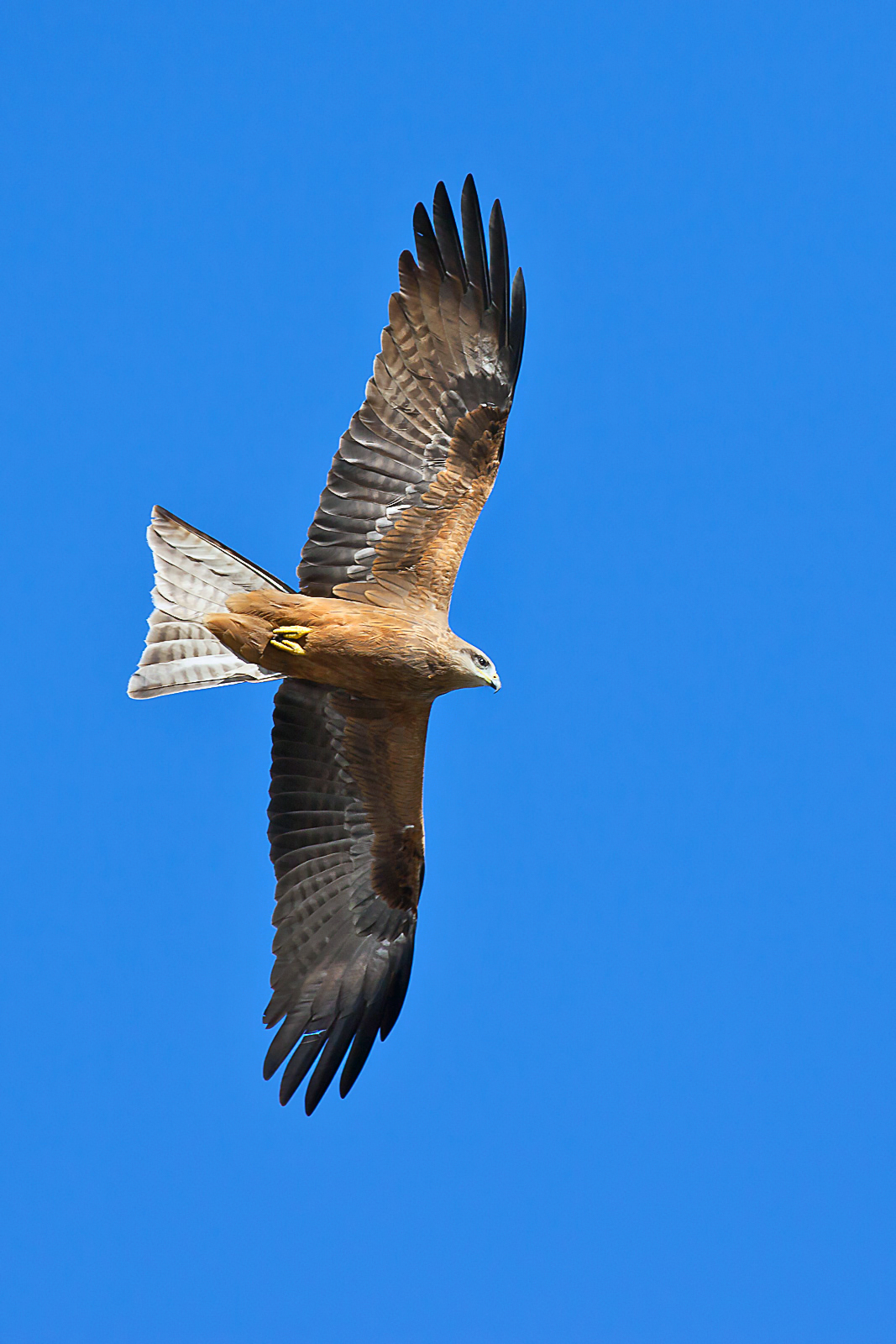
M. m. affinis, 오스트레일리아

## 서식지
지대의 거리와 시골 해안 소택지, 선창가 등 먹이(죽은 고기)가 있을 만한 곳이면 어디에나 산다. 한국의 부산 영도구와 사하구에서 소수가 번식하고 있으며 겨울철에는 낙동강 하구에 수십 개체가 목격된다. 흔한 나그네새이고 텃새이기도 하다. 무리지어서 생활한다.

## 산란
한국에서는 월동을 위해 내려오는 11-4월 사이에 볼 수 있다. 하늘에서 날개를 편 채로 맴돌면서 먹이를 찾는다. 산지·도서·해안·시가지·호반 등지에서 나뭇가지 위에 둥지를 틀고 3-5월에 한배에 2-4개의 알을 낳는다. 알을 품는 기간은 25-37일이고 새끼를 키우는 기간은 42일이다.

## 먹이
포유류·조류·양서류·파충류·곤충 등 동물성 먹이를 먹는다. 주로 썩은 고기와 죽은 물고기를 먹기 때문에 생태계에서 청소부 구실을 한다. 먹이는 나뭇가지에 앉아 부리로 찢어 먹고, 먹이의 털처럼 소화되지 않는 것은 덩어리로 토해 낸다. 이러한 습속은 올빼미에게도 볼 수 있다.

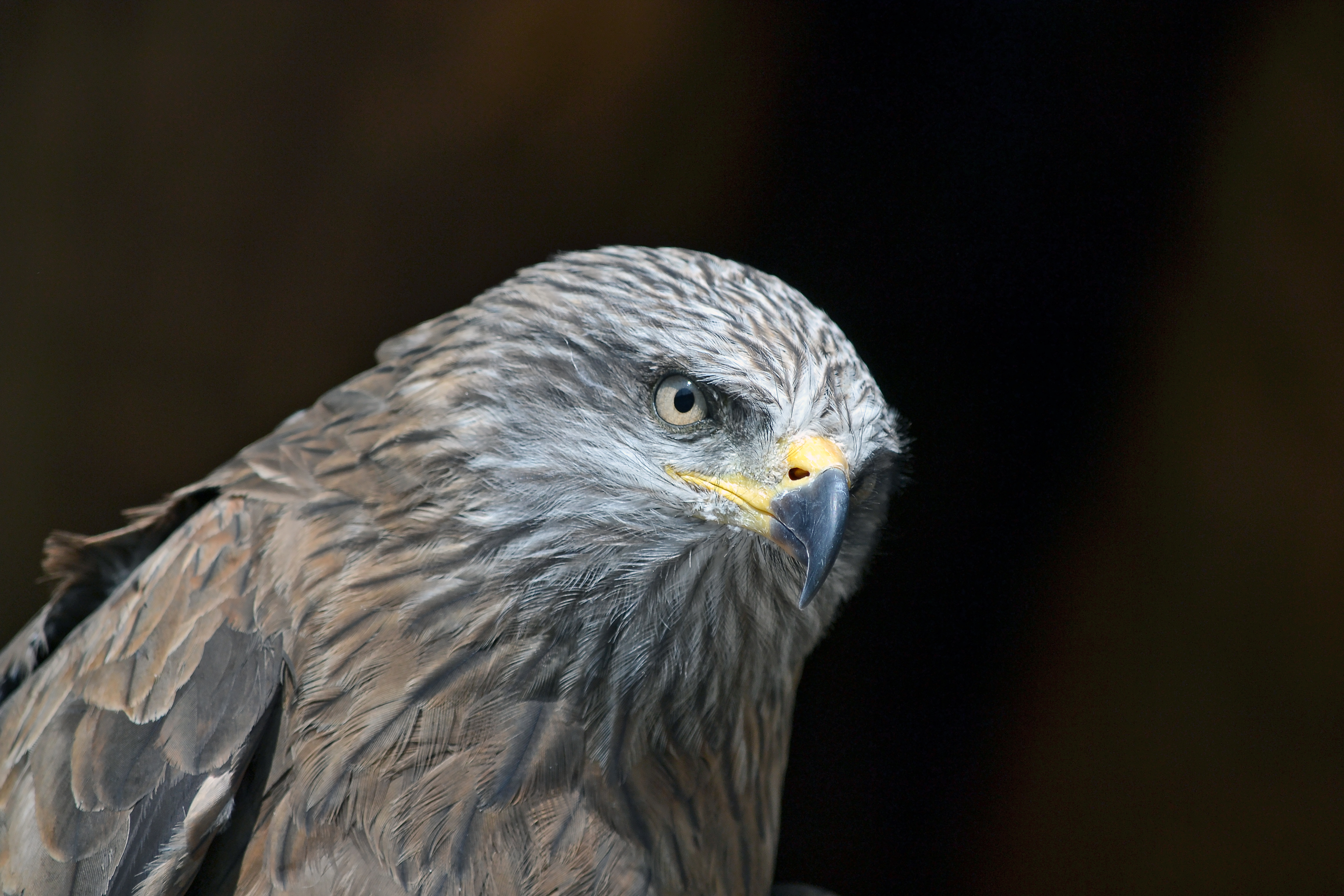
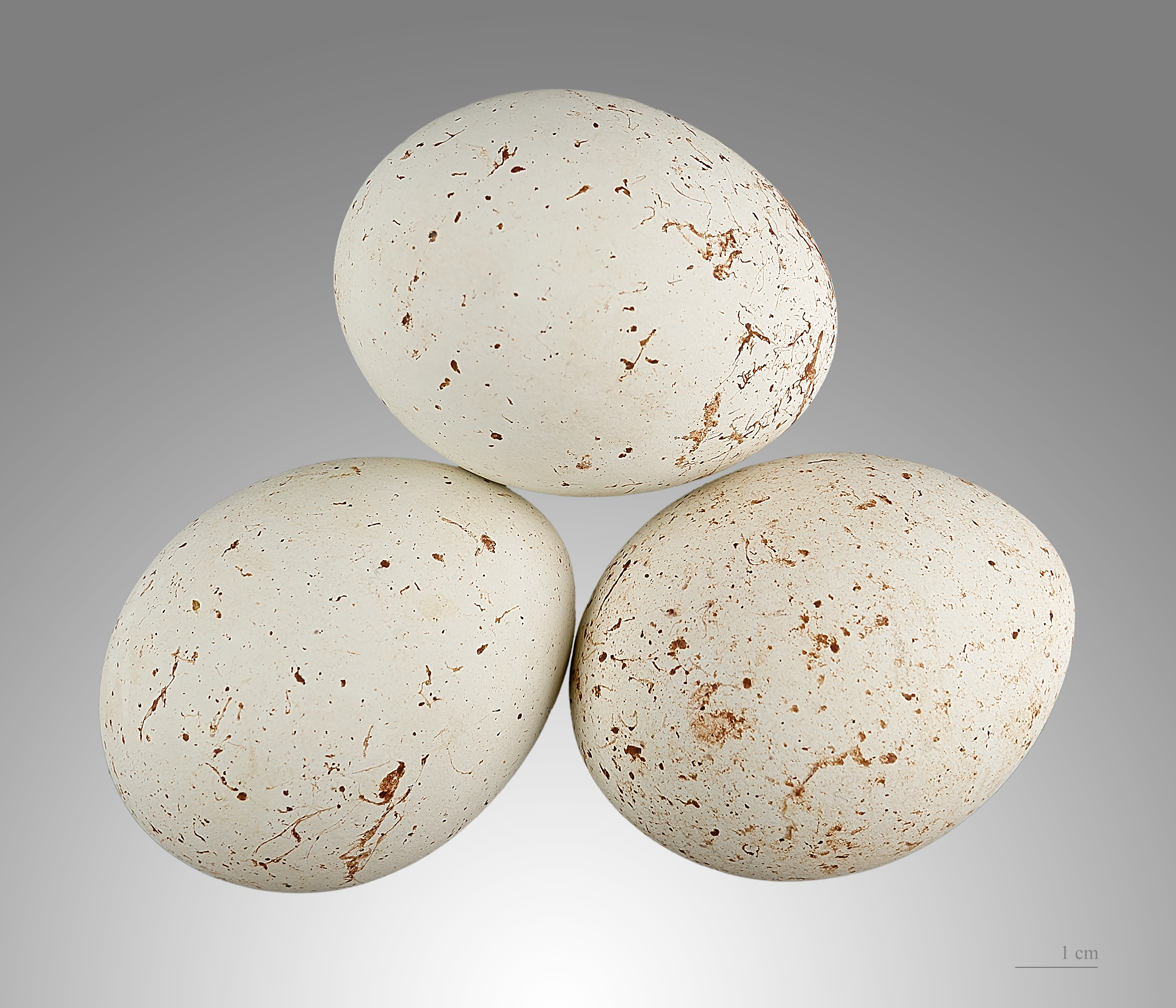